# Rekowo (Pomerania Occidental)
Rekowo [pronunciación en polaco: /rɛˈkɔvɔ/] (en alemán: Reckow) es un pueblo en el distrito administrativo de Gmina Radowo Małe, dentro del Distrito de Łobez, Voivodato de Pomerania Occidental, en el noroeste de Polonia. Se encuentra aproximadamente 5 kilómetros al sudeste de Radowo Małe, 8 kilómetros al oeste de Łobez, y 65 kilómetros al este de la capital regional, Szczecin.
Hasta 1945 el área era parte de Alemania. Para la historia de la región, véase Historia de Pomerania.

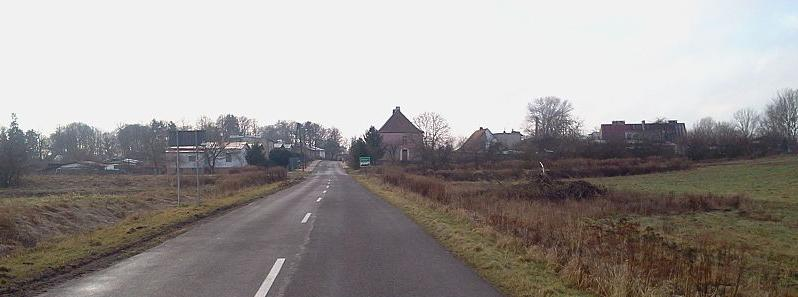